# Esercito siracusano
L'esercito siracusano fu una forza militare appartenente alla polis siceliota di Siracusa. Il suo esordio lo si ebbe sotto la tirannia di Gelone I, il quale dopo aver conquistato la polis aretusea, le diede anche un notevole assetto militare. Da quel momento l'esercito crebbe e si sviluppò fino a divenire solida base di difesa ai tanti assalti nemici che la polis subiva. Non solo, venne spesso usato in ottica espansionistica verso le aree geografiche da conquistare.
Durante cinque secoli di esistenza i suoi più acerrimi nemici furono i soldati cartaginesi, contro i quali vennero intraprese svariate guerre. Non mancarono le alleanze, principalmente stipulate con i greci dell'Egeo, volte alla salvaguardia dei comuni interessi territoriali. Il maggior successo dell'esercito siracusano fu senza dubbio la sconfitta inflitta all'esercito ateniese giunto in Sicilia durante gli eventi bellici della guerra peloponnesiaca, narrata nelle Storie di Tucidide.

## Contesto storico

### La città dei tiranni e l'esercito
Ma Siracusa, che si trovò piantata in mezzo d'un numero grande di piccole Oligarchie cangiate in tirannie: Siracusa, che aveva un Senato, di cui quasi mai non fanno parola le Istorie, provò de' mali, che non produce l'ordinaria corruttela. Quella Città, sempre in balìa della licenza, o nell'oppressione, di pari travagliata dalla sua libertà, e dalla sua servitù, ricevendo sempre l'una, e l'altra come tempesta; e ad onta di sua potenza al di fuori, sempre determinata ad una rivoluzione dalla più piccola forza straniera, avea nel suo seno un immenso popolo, che mai non ebbe l'alternativa crudele di darsi un tiranno, o d'esserlo esso stesso.»
(Montesquieu, Lo spirito delle leggi)

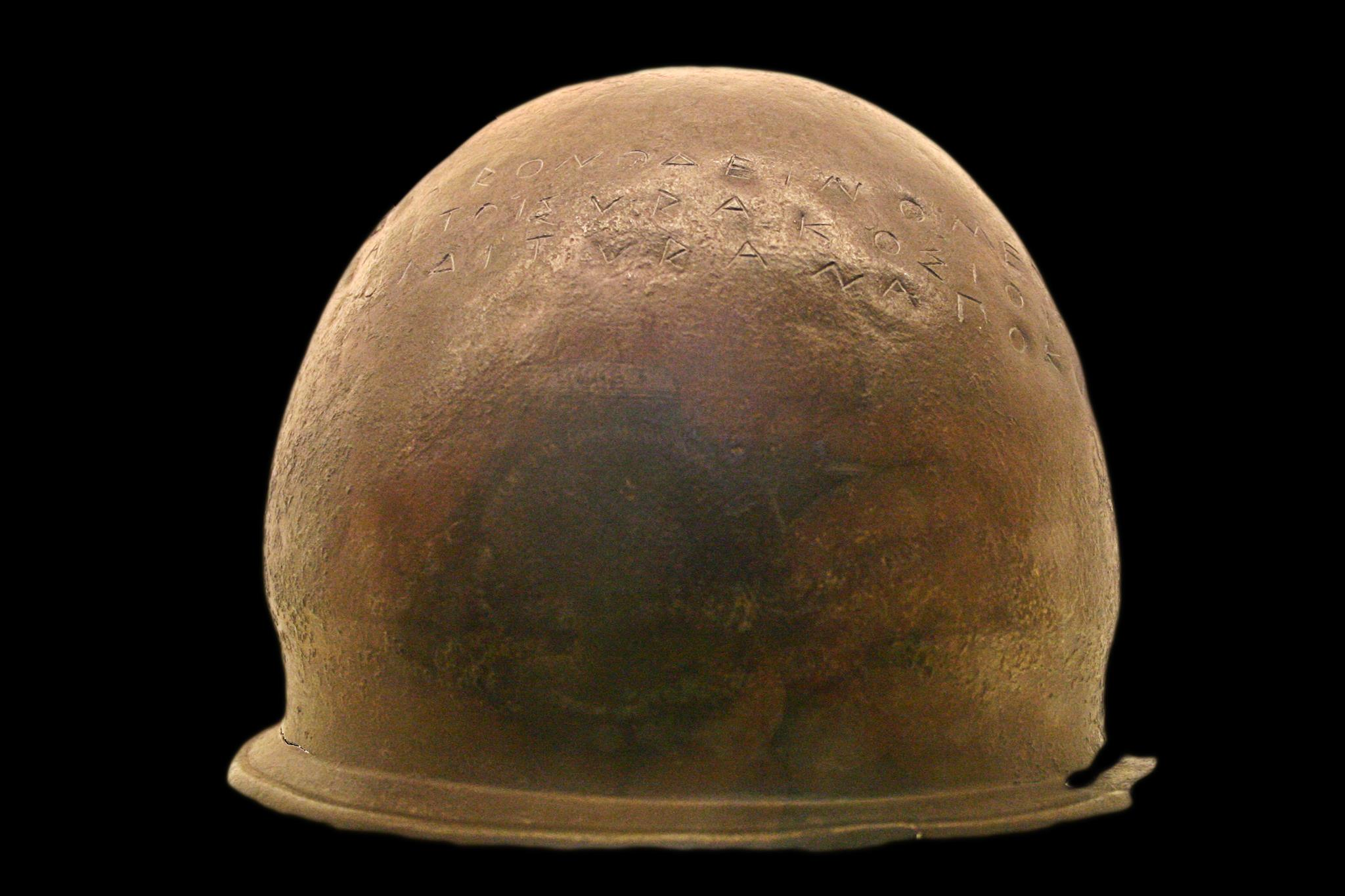
Lelmo di Ierone risalente al V sec. a.C., reca la seguente incisione: «Ierone, il Dinomenide, e i Siracusani [dedicano] a Zeus [dalla preda] dei Tirreni, da Cuma»

Montesquieu espone in sintesi il contesto storico siracusano che portò la polis siciliana a distaccarsi dall'andamento delle altre poleis della Madre patria in Grecia. Egli infatti sottolinea come tra gli abitanti dell'Egeo i capi politici più che essere abili militarmente, prediligevano piuttosto l'eloquenza; l'arte del saper parlare. A Siracusa invece la situazione politica era molto più agitata e, come dice Montesquieu, l'organo politico, ovvero il Senato, non veniva quasi mai messo in grande considerazione e si finiva col dare ad un solo uomo il potere decisionale; affidandogli le sorti della polis e di gran parte della Sicilia. La dote principale di questo uomo doveva essere l'arte militare; grandi tiranni come Dionisio I e Agatocle salirono al potere con la rivoluzione dell'esercito.
Ma queste rivoluzioni, come fa ben presente Montesquieu, causarono alla polis diverse guerre civili che probabilmente si sarebbero potute risparmiare se la città non si fosse ritrovata in un duraturo periodo di agitazione sociale. La parte militare ebbe dunque notevole importanza nei destini della polis aretusea. Inoltre, data la posizione centrale dell'isola, l'esercito siracusano venne spesso chiamato in causa per contenere l'espansione di una grande potenza mercantile, Cartagine, la quale trovandosi prossima alla costa nordafricana vedeva nella Sicilia il suo sbocco commerciale e militare più importante. Ed essendo divenuta anche Siracusa una ragguardevole forza mercantile verso gli altri territori, non tardarono ad arrivare le prime preoccupazioni da parte di Atene, che temendo un'eccessiva crescita della colonia siceliota, tentò di conquistarla e sottometterla durante la guerra del Peloponneso. Anche in quell'occasione l'esercito fu fondamentale per potersi difendere e respingere il poderoso attacco avversario.

### I rapporti e le alleanze
(Norman Davies parla del ruolo mercantile di Siracusa.)

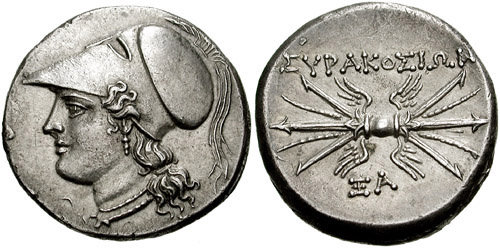
Moneta siracusana risalente all'ultimo periodo di indipendenza della polis: da un lato vi è la testa con elmo di Atena, la dea della sapienza e della guerra; dall'altro vi è la scritta "ΣΥΡΑΚΟΣΙΩΝ" (Syrakosion) con l'immagine del fulmine alato.

In Italia, terra più prossima ad essa geograficamente, la Calabria fu terreno di scontro, poiché le mire dell'esercito siracusano erano volte alla conquista di quella regione continentale. Aveva solidi legami con Taranto, polis molto influente nella lega italiota. Nella Campania, terra d'origine dei mercenari mamertini, i Siracusani fondarono diverse postazioni militari e commerciali. Non è chiaro a quando risalgono i primi rapporti con Roma; secondo i racconti di Livio dietro gli attacchi di un gruppo di navi gallico-siracusane che verso il 345 a.C. tentarono di assaltare la costa laziale vi era un disegno militare dei tiranni sicelioti, ma questo passaggio è stato dagli storici molto discusso. In linea più generale fino all'inizio delle guerre romano-puniche non ci furono comunque rapporti apertamente o ufficialmente ostili, ma piuttosto vi fu un reciproco rispetto territoriale. Con l'Etruria invece le ostilità si palesarono fin da subito in diverse occasioni, poiché gli Etruschi ambivano ai territori della Magna Grecia e non gradivano l'insistenza siracusana, che cercava espansione verso il mar Tirreno, edificando delle postazioni militari fin sull'isola d'Elba, molto vicino al cuore geografico dell'Etruria. Non sono chiari, per questioni storiografiche, le vicissitudini che portarono alla fondazione di Ancona e ai rapporti nelle terre venete.
A sud, dove vi era Cartagine, non vi potevano durare rapporti pacifici di lunga data, poiché la capitale fenicia aveva grandi interessi politici, sociali, militari verso la Sicilia, dunque non si creò mai un'alleanza tra i due popoli costieri, eccetto nei momenti di estrema necessità comune: la difesa dalle mire conquistatrici di Roma fece unire Siracusa e Cartagine in un'ultima disperata impresa di difesa per l'isola mediterranea.
Piuttosto complicati furono i rapporti e la situazione militare che i siracusano-sicelioti ebbero nelle terre isolane e costiere della Dalmazia e dell'Illiria, dove vennero stipulate e poi sciolte alleanze con i popoli autoctoni del luogo.
Le alleanze più ufficiali furono fatte con i greci dell'Egeo. Sparta e Atene furono due poleis difficili da gestire per la politica siracusana; inizialmente Sparta creò una solida alleanza militare con i sicelioti, ma quando questi manifestarono mire espansionistiche verso l'oriente del Mediterraneo, allora i rapporti divennero più freddi fino quasi ad essere contrastanti. Atene invece, dopo la sconfitta, cambiò status politico nei confronti di Siracusa e cercò con essa una valida alleanza per difendersi dai comuni nemici dei greci come i persiani e per difendere l'ellenismo in occidente. Con Corinto, che fu la polis dalla quale partirono i primi coloni che poi fondarono Siracusa, i rapporti furono sempre ottimi; non vi fu mai un rifiuto da parte corinzia quando si trattava di aiutare militarmente o politicamente i siracusani e viceversa dalla Sicilia alla Grecia giunse supporto militare quando Corinto ne aveva bisogno.

### Fanteria

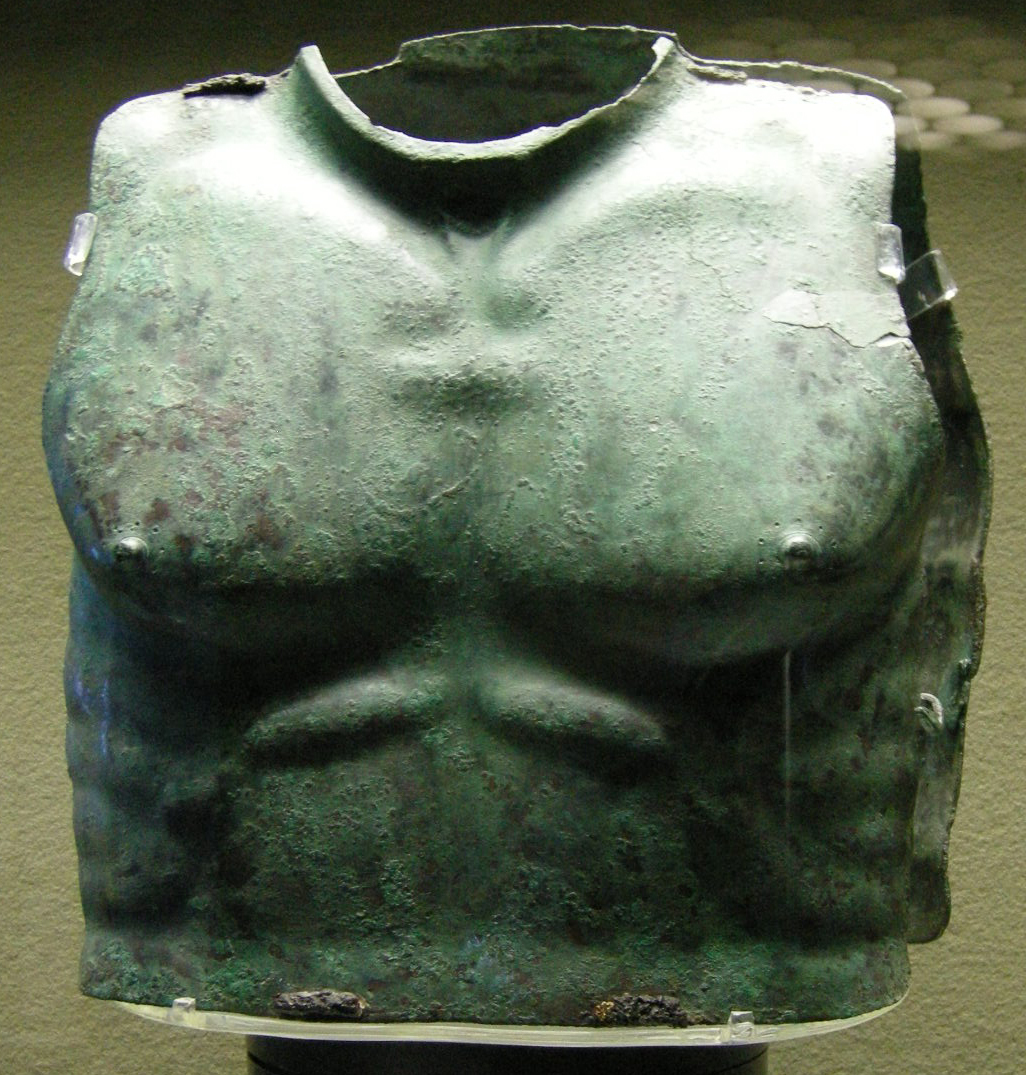
Corazza in bronzo, rinvenuta nella necropoli di Siracusa (370-340 a.C.)

## Organizzazione militare

### Cavalleria
(Anthony M. Snodgrass, Arnold M. Snodgrass, Armi ed armature dei greci)
La cavalleria era il punto forte dell'esercito siracusano. Fin dalla battaglia di Imera (480 a.C.), quando i cavalieri siracusani riuscirono a penetrare nel campo nemico e a uccidere il comandante dei Cartaginesi, Amilcare.
Gli Ateniesi, durante la spedizione in Sicilia (415 a.C.), consci di essere sbarcati in un territorio estraneo, ma soprattutto di essere in pericolo se non si fossero mossi, si attestarono in un luogo «sufficientemente inaccessibile agli assalti della cavalleria» di cui temevano gli attacchi.
L'esercito in tempo di guerra era alle dipendenze dello stratēgos autokratōr, comandante dai pieni poteri che quasi sempre diveniva in seguito il tiranno della polis.

### La polis e le battaglie marittime

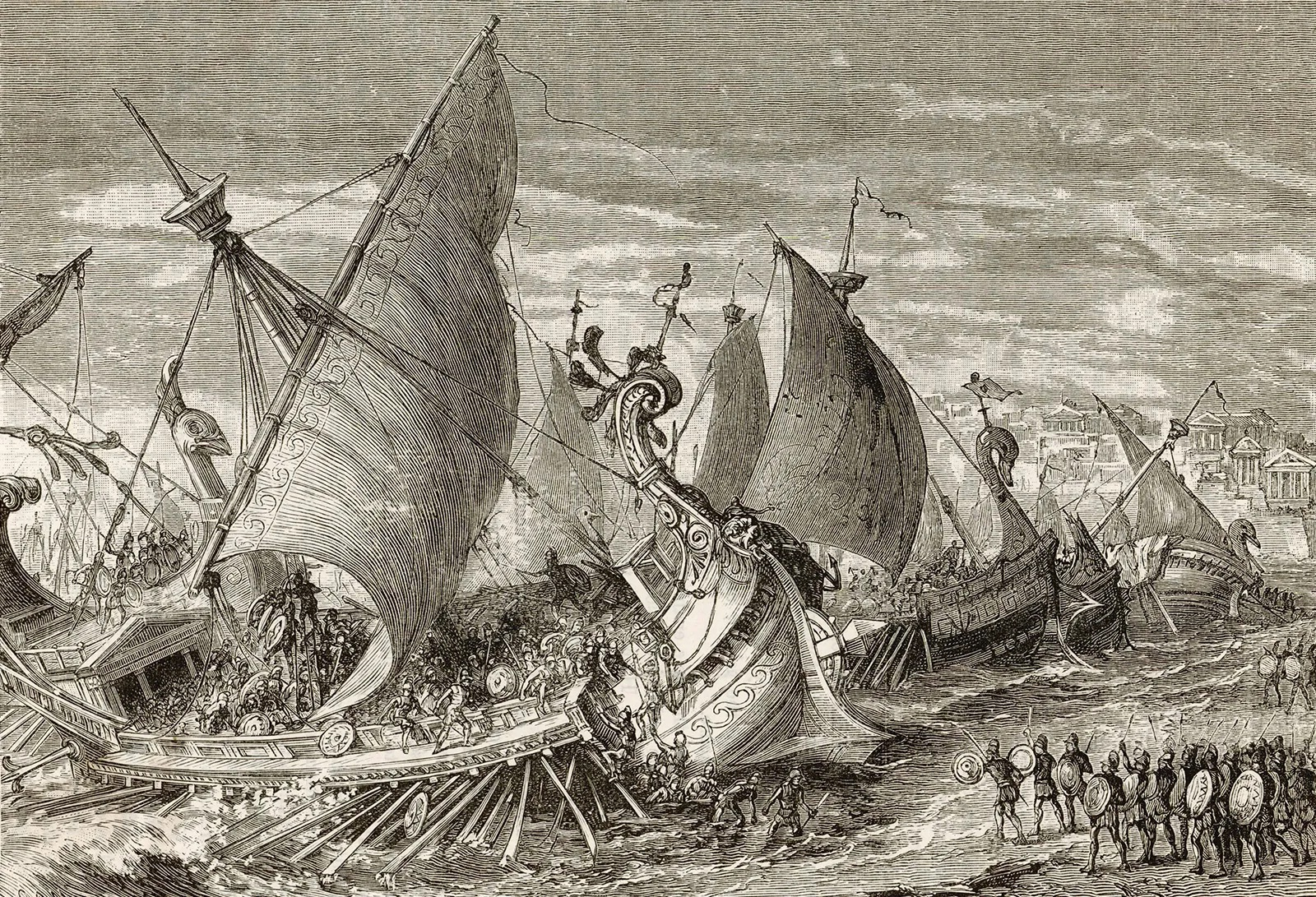
Le navi degli alleati durante l'assedio di Atene al porto siracusano, in un'incisione inglese del XIX secolo.

Trovandosi la città posta sulle rive del mare, ebbe fin dalla sua fondazione un rapporto importante con la vie di comunicazione marittime.
Il primo a dotarla di una poderosa forza navale dedita alla battaglia fu il tiranno Gelone I, il quale ne fece poi un vanto davanti alle ambasciate egee e una solida difesa contro gli attacchi di Cartagine.
Il ruolo giocato da Siracusa nel passato della storia marittima fu notevole, poiché essa secondo le fonti storiche deteneva il maggior numero di navi da guerra che fino ad allora si fosse visto nel mar Mediterraneo centrale, tali da competere e sfidare la capitale fenicia.
Gerone I, fratello di Gelone I, conservò e curò la flotta bellica adoperandola nell'importante scontro marittimo avvenuto nelle acque italiche della Campania tra cumani, siracusani ed etruschi:
Dopo la dinastia dei Dinomenidi la polis ebbe un periodo politico di democrazia, ma si ritrovò ugualmente coinvolta nelle guerre. La più importante fu certamente quella del Peloponneso che la coinvolse sia per terra che per mare.

## Stima numeri dell'esercito
I numeri sulle reali dimensioni dell'esercito siracusano non sono di semplice soluzione, poiché come molti studiosi hanno confermato, le informazioni sugli eserciti bellici occidentali di epoca greca sono troppo scarne per darne una descrizione analitica e completa; problema che invece non si è riscontrato con gli eserciti della Grecia continentale per i quali si hanno dati più precisi.
Ciò nonostante, grazie alle citazioni di numeri nei testi degli storici antichi, è possibile ritrovare dei dati approssimativi sui reparti siracusani che possono rendere più concreta la stima totale delle forze armate appartenenti alla polis siceliota.
Il maggiore storico al riguardo è Diodoro Siculo che nei suoi libri ha fornito svariati dati sulle epoche e periodi bellici di Syrakousai. Tuttavia gli studiosi moderni tendono a ritenere le cifre di Diodoro eccessivamente alte e suggeriscono di rivalutarle al ribasso; soluzione dedotta dal confronto con altri testi storici dell'antichità.
Ma pur con la teoria delle moderne fonti, restano comunque numeri elevati che se confermati sarebbero la testimonianza di come la capitale siceliota potesse disporre di numerose forze militari al suo comando. Un dato indicativo di ciò lo si ha all'inizio delle epoche siracusane, sotto il tiranno Gelone, quando ambasciatori della Grecia continentale vennero a chiedergli di unirsi agli ateniesi, agli spartani e ai loro confederati contro il re di Persia che voleva invadere l'Egeo. La risposta di Gelone fu quella di proporre loro un accordo militare; essi gli avrebbero affidato il comando di condottiero o delle operazioni navali o di quelle terrestri ed egli in cambio avrebbe offerto loro ingenti scorte di grano per sfamare gli eserciti durante la guerra e truppe belliche per la battaglia. L'offerta fu infine rifiutata dagli ateniesi e spartani che preferirono non avere alcun aiuto ufficiale dalla Sicilia piuttosto che cedere un posto di comando così importante al tiranno siceliota.
| Fonte                   | Fanteria                                          | Cavalleria      | Navi da guerra |
| ----------------------- | ------------------------------------------------- | --------------- | -------------- |
| Erodoto + Fonti moderne | 20.000 opliti + 2.000 arcieri + 2.000 frombolieri | 2.000 cavalieri | 200 triremi    |

Gelone offrì numerose armate per la guerra estera, poiché le cifre del suo esercito in quel periodo risultavano notevoli, se si pensa ad esempio alla storica battaglia interna tra cartaginesi e sicelioti ad Imera, avvenuta lo stesso giorno in cui nella Grecia continentale si combatteva la Battaglia di Salamina:
| Fonte                          | Fanteria     | Cavalleria      | Navi da guerra |
| ------------------------------ | ------------ | --------------- | -------------- |
| Diodoro Siculo + Fonti moderne | 50.000 fanti | 5.000 cavalieri | ?              |

Dati indicativi dell'esercito nelle successive battaglie vengono forniti dagli avvenimenti posti nell'epoca tardo-ellenistica della Sicilia; al tempo di Pirro e Gerone II, nonché sull'ultima guerra siracusana contro l'assedio posto da Roma.
| Falange + Difalangarchia              | Peltasta + Epixenagie         | Psiliti      | Ipparchia                |
| ------------------------------------- | ----------------------------- | ------------ | ------------------------ |
| 2 falangi semplici + 1 difalangarchia | 8.000 peltasti + 4 epixenagie | 1024 psiliti | 4 ipparchie di cavalieri |

L'esercito siracusano ebbe alti e bassi nelle successive epoche. Sicuramente, come confermano molti testi storici, l'epoca più importante e rilevante per l'esercito fu quella di Dionigi I, dove si toccarono i numeri più elevati che mai più si ripeteranno; dall'inizio alla fine della storia militare di Syrakousai.
| Fonti                                                                 | Fanteria      | Cavalleria       | Navi da guerra     |
| --------------------------------------------------------------------- | ------------- | ---------------- | ------------------ |
| Diodoro Siculo + Plutarco (Vite parallele, volume 12) + Fonti moderne | 100.000 fanti | 10.000 cavalieri | 400 triremi        |
| Altra versione di Diodoro Siculo + Fonti moderne                      | 80.000 fanti  | 3.000 cavalieri  | 200 navi da guerra |

## I mercenari

### L'arruolamento di mercenari nell'esercito

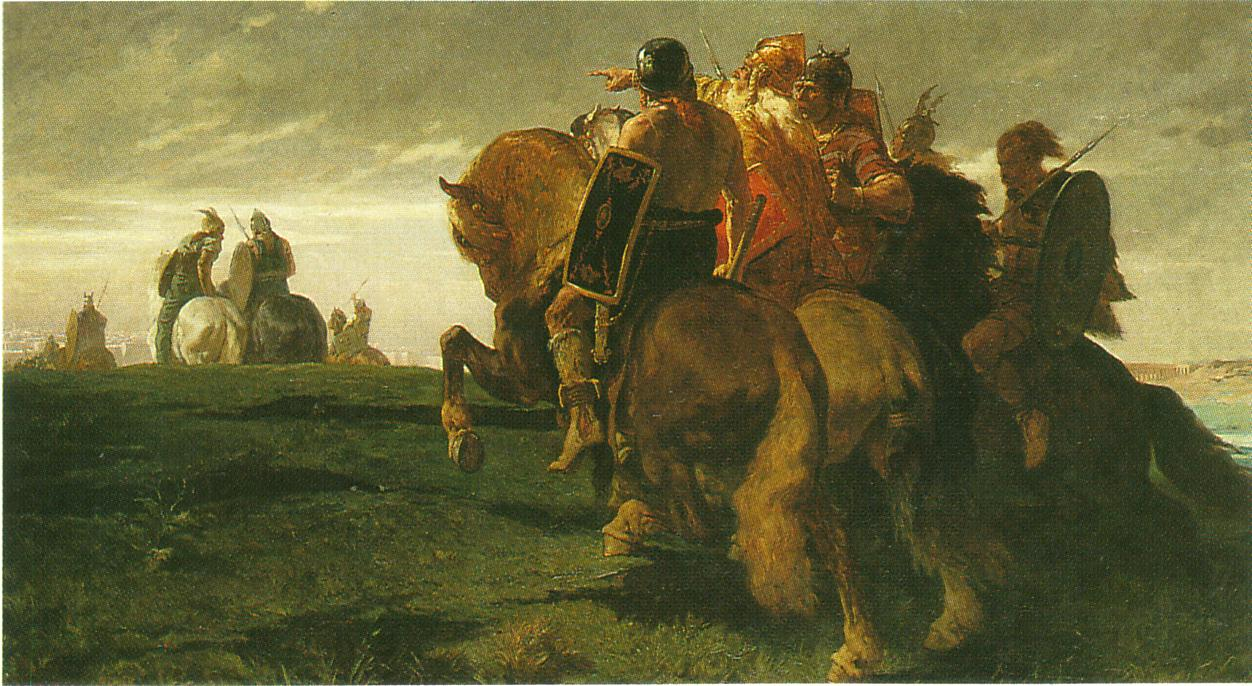
Un gruppo di cavalieri gallici di epoca greco-romana raffigurati dal pittore francese Évariste-Vital Luminais.

I mercenari ebbero grande rilevanza tra le file dell'esercito siracusano. Molti studi al riguardo sono stati effettuati sulle relazioni e sul significato sociale che questi soldati ebbero all'interno della vita militare aretusea.
L'esercito siracusano arruolava mercenari provenienti da molte località diverse e fu per questo considerato come il più variegato del mondo greco antico.. Vi si trovavano mercenari originari dell'Africa, dell'Italia e della stessa Sicilia, della Grecia, dell'Iberia, della Gallia. Il bacino geografico maggiore dal quale venivano arruolati questi guerrieri era il Peloponneso, ma non solo tra i greci, Dionisio fu il primo ad allestire un massiccio arruolamento di mercenari nordici, guerrieri celti, introdotti all'interno della penisola italica
I tiranni siracusani volsero lo sguardo anche sui mercenari italici, come i mamertini, di origine campana, e in seguito arrivarono gli iberi, che in precedenza avevano lottato tra le file dell'esercito cartaginese. Scrive a tal proposito la storica Marta Sordi:
La cultura del mercenariato si sviluppò in Sicilia molto tempo prima che arrivasse nella Grecia continentale. Già dal tempo di Ippocrate di Gela, i sicelioti erano soliti arruolare i mercenari. Capi dell'esercito e tiranni come Gelone, e dopo di lui suo fratello Gerone I, avevano già fatto largo uso del mercenariato, tuttavia Dionisio I fu il primo capo di Stato, o che dir si voglia tiranno, che in occidente investì tanto sui mercenari, mettendo in piedi un grande meccanismo militare volto allo sviluppo, qualitativo e numerico, del suo esercito.
Prima dell'utilizzo dei mercenari i reparti bellici dell'esercito siracusano erano composti solo da truppe cittadine. La polis di Syrakousai, come quasi tutte le altre poleis dell'epoca, aveva imposto ai propri giovani di sesso maschile l'arruolamento forzato nell'esercito in caso di necessità bellica. Essi, non essendo soldati di professione, non avevano un addestramento militare alle spalle e venivano impiegati per formare la falange oplitica. Dovevano sopportare lunghi periodi lontano da casa e lunghe marce durante la guerra. Il fattore poi che queste guerre fossero di conquista e non di difesa, influiva ulteriormente in maniera negativa sulle motivazioni degli opliti siracusani. Il tiranno Dionisio I, ambizioso nei suoi progetti, si accorse di tale difficoltà e decise di aprire le porte del suo esercito a soldati stranieri che si dedicavano ai combattimenti per professione; i mercenari.

### La paga dei mercenari
Dionisio, conosciuto come uomo scaltro e ingegnoso, utilizzò tutti i mezzi a sua disposizione per tenere ben salda la sicurezza che gli derivava da un numeroso e ben attrezzato esercito militare. Per mantenere gli elevati livelli che egli richiedeva vennero domandati al popolo dei sacrifici economici, mediante i quali si raccoglievano le necessarie finanze volte al pagamento del sitos (stipendio o paga) dovuto ai suoi mercenari, oltre quello dovuto alla già consistente milizia cittadina. Di queste riforme economiche attuate dal tiranno ne fa menzione Aristotele nel suo pseudo Οἰκονομικῶν (trattato di economia):
(Aristotele, Οἰκονομικῶν)
In Sicilia era in uso la litra, una moneta che aveva il valore di 1/5 della dracma, ma sotto l'epoca dionisiana, proprio per sopperire alla mancanza di fondi gravemente sfruttati per le esigenze belliche, Dionisio I fece raddoppiare il valore monetale della litra (che a sua volta era già stata sopravvalutata dopo l'epoca geloa). A causa della lunga guerra contro Cartagine, la polis sfruttò tutto il suo oro per allestire e condurre le truppe dell'esercito, provocando così un indebolimento monetario che perdurerà per molti decenni, anche dopo la fine del governo dionisiano. Terminati i metalli più preziosi, ovvero l'oro e l'argento, il tiranno riempì le casse dello Stato con grandi quantità di emissioni monetarie in bronzo; le nuove emissioni tuttavia non potevano essere soprastimate eccessivamente, altrimenti il risultato sull'innalzamento dei prezzi e sul sociale sarebbe stato davvero imprevedibile. La nuova valuta bronzea venne denominata hemilitron e corrispondeva al numero di 6 once, essa era destinata principalmente al saldo delle numerose truppe:
Pagamento giornaliero delle truppe

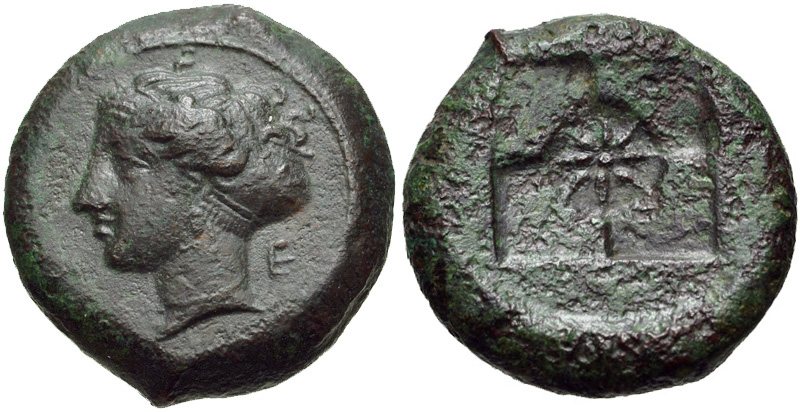
Hemilitron siracusano

- 1 hemilitron (ἡμίλιτρον) da 6 once equivalente a 3 hexantes (o dionkion) di 2 once (ogni oncia aveva il peso equivalente a 18 g.)
- 1 hemilitron equivalente a 2 once (36 g. di metallo)
- 1 hexas equivalente a 2/3 di oncia (12 g. di metallo)

Le paghe che il tiranno aretuseo forniva ai suoi mercenari dovevano essere necessariamente più elevate rispetto a quelle che potevano offrire loro gli eserciti rivali. Dionisio infatti si trovò durante tutto il suo governo a dover fronteggiare e competere con un altro esercito noto in tutto il mondo antico per la sua sviluppata politica nei confronti del mercenariato; l'esercito di Cartagine, con il quale si contendeva i numerosi gruppi di mercenari da arruolare durante le campagne belliche.
I mercenari, essendo guerrieri professionisti, avevano una paga più alta rispetto alla milizia cittadina. Si calcola che un gruppo di 1.000 cavalieri campani, i mamertini, costassero alla polis 75 talenti l'anno. Ma i costi più elevati erano destinati alla flotta navale; una sola nave con 200 rematori veniva a costare mezzo talento (pari a 30 mine) al giorno. Lo storico e comandante Filisto definì la forza navale di Syrakousai come adephàgos la cui traduzione significa divoratrice di risorse. Si può dunque ben ipotizzare quanto dispendioso fosse mantenerla dato che delle 400 triremi, confermate secondo gli storici Lisia e Diodoro, solo la metà potevano essere riempite da marinai siracusani mentre l'altra metà imbarcava mercenari.
Esempi di retribuzione per le truppe:
| Pagamento dei soldati     | Fante                | Oplita              | Cavaliere        |
| ------------------------- | -------------------- | ------------------- | ---------------- |
| Fonti storiche            | 1 dracma giornaliera | 4 oboli giornalieri | 450 dracme annue |
| Pagamento di 1.000 Opliti | giornalieri          | mensili             | annui            |
| Fonti storiche            | 10 mine              | 5 talenti           | 60 talenti       |

Il pagamento dei mercenari poteva avvenire in diverse modalità; il tiranno per ricompensare il suo esercito degli sforzi bellici resi alla patria poteva concedere loro il misthos, ovvero una retribuzione pubblica che non prevedeva saldo monetale ma concessione fisica di terre, di oro e di saccheggio delle varie aree geografiche conquistate. Il tiranno poteva inoltre decidere di licenziare i mercenari in eccesso evitando così di pagare costi superiori.

### Il dêmos e i mercenari
Nella storia di Syrakousai i mercenari giocarono un ruolo molto più fondamentale del previsto in ottica politica, oltre che bellica. Essi infatti una volta finito il servizio alle armi richiesto loro dai vari tiranni, non abbandonarono quasi mai il territorio geografico dove si erano venuti a trovare ma anzi, entrarono in conflitto con i nativi del luogo poiché ne pretendevano il controllo, non solamente militare. È il caso dei mamertini che intrapresero una guerra contro Gerone II per possedere Messana e furono essi che per avere protezione e rinforzi chiamarono Roma in Sicilia, scatenando così l'epocale conflitto delle guerre romano-puniche.
Un altro mercenario di origine spagnola, Merico, insignito del rango di capitano e prefetto dell'Acradina, divenne il perno fondamentale nella battaglia finale che decise le sorti di Syrakousai; egli, nel momento di anarchia e confusione generale, si mise a capo dell'esercito siracusano che difendeva la polis dall'assedio romano di Marco Claudio Marcello e tradendo alti ufficiali e militari, intraprese segretamente accordi con la parte romana aprendo loro le porte della capitale siceliota. Il suo gesto è passato tra le cronache della storia e viene sottolineato esplicitamente dagli storici, come il britannico Norman Davies che lo cita a più riprese nel suo testo:
(Norman Davies, Storia d'Europa, Volumi 1-2)
I mercenari, i soldati stranieri, come sostiene lo stesso Montesquieu, ebbero per il dêmos della polis un ruolo dominante, che oltrepassò spesso il semplice ruolo di guerriero assoldato per la battaglia. Ciò avvenne principalmente per una forma politica maturata dai tiranni, i quali affidando ai mercenari il controllo militare di località strategiche correvano successivamente il rischio che essi non volessero più abbandonarle; come avvenne per Dionisio I che dovette lottare per strappare ai suoi stessi mercenari il Monte Tauro, dove sorgeva la colonia che egli fondò, Tauromenion (futura Taormina). E il medesimo approccio conflittuale avvenne nelle epoche successive, come fu per i mamertini chiamati da Agatocle, essi pretesero dopo la morte del tiranno e la momentanea anarchia, di avere all'interno dell'assemblea politica siracusana un proprio magistrato eletto che potesse fare le loro veci. Offesi dal rifiuto della polis se ne andarono ad occupare altri territori siciliani e avvenne l'ulteriore scontro bellico con l'allora comandante dell'esercito, non ancora tiranno, Gerone II.

## Le guerre e le battaglie dell'esercito

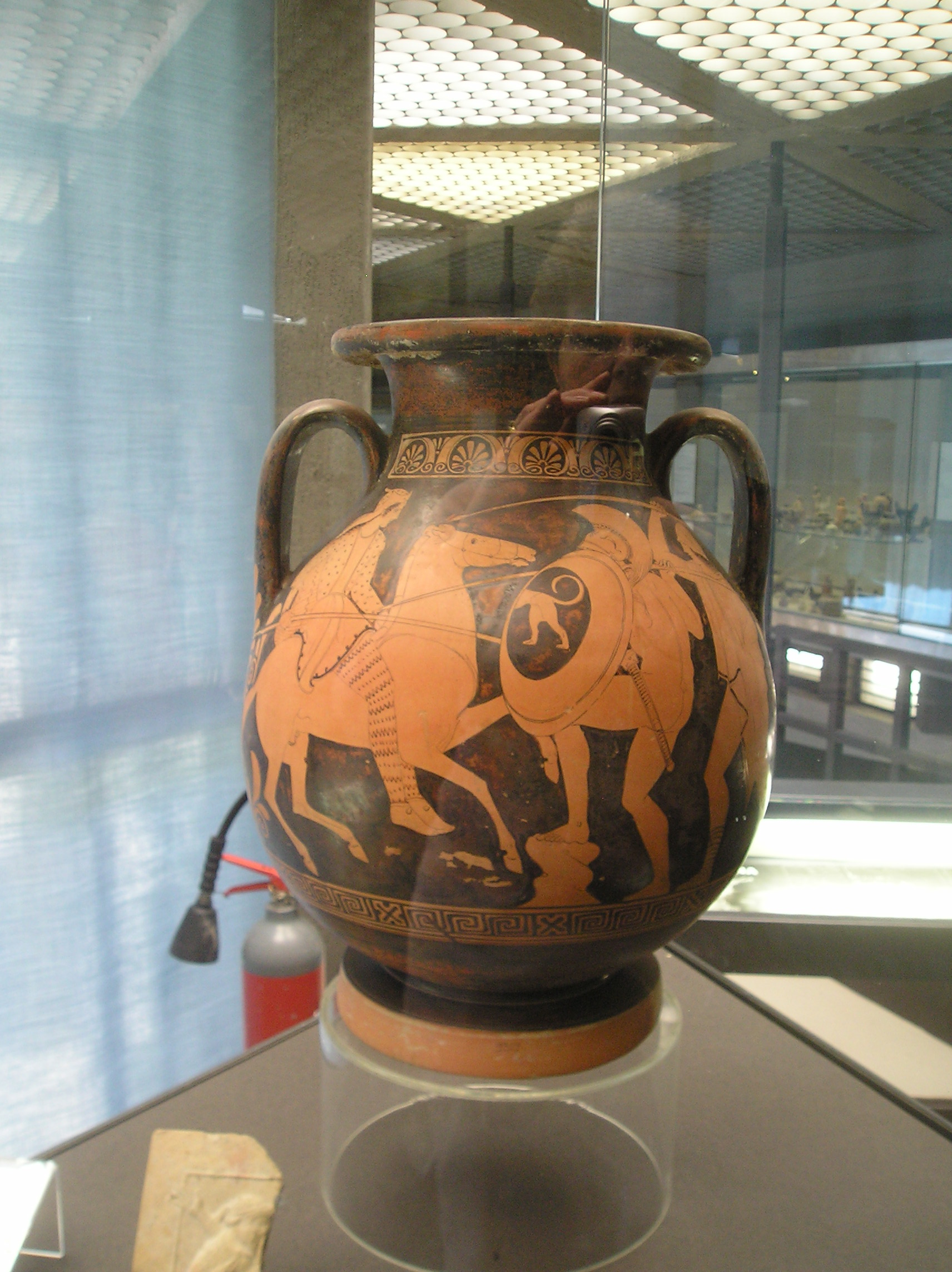
Vaso di epoca greca raffigurante scena militare (Siracusa, museo archeologico Paolo Orsi)

Le principali battaglie, ricadenti all'interno di più ampie guerre. combattute dall'esercito siracusano:

### Guerre greco-puniche
Prima campagna siciliana
- Battaglia di Imera (480 a.C.)

Esito finale: vittoria
Seconda campagna siciliana
- Assedio ed espugnazione di Selinunte
- Battaglia di Imera (409 a.C.)

Esito finale: sconfitta
Terza campagna siciliana
- Battaglia di Akragas
- Battaglia di Gela (405 a.C.)

Esito finale: parziale vittoria mutata in seguito in sconfitta
Quarta campagna siciliana
- Assedio ed espugnazione dell'isola di Mozia
- Assedio di Siracusa (397 a.C.)

Esito finale: vittoria
Quinta campagna siciliana
- Battaglia di Cabala

- Battaglia del monte Kronion (Terme Selinuntine)
- Assedio Sicilia occidentale

Esito finale: neutralità tra i due eserciti contendenti
Sesta campagna siciliana
- Battaglia del Crimiso

Esito finale: vittoria
Settima campagna siciliana
- Conquista Sicilia occidentale
- Battaglia del monte Ecnomo
- Assedio di Siracusa

Esito finale: sconfitta
Prima campagna africana
- Assedio di Cartagine

Esito finale: sconfitta (truppe siracusane ammutinate rimasero in Africa)
Ottava campagna siciliana
- Conquista territori punici

Esito finale: vittoria

### Guerra contro la Syntèleia
- Conquista dei territori contesi da Ducezio il re dei Siculi

Esito finale: vittoria

### Scontro navale etrusco
- Battaglia di Cuma

Esito finale: vittoria

### Guerra del Peloponneso
- Spedizione ateniese in Sicilia

Battaglia di Siracusa
Esito finale: vittoria

### Guerre romano-puniche
- Battaglia di Messina
- Assedio di Siracusa (212 a.C.)

Esito finale: sconfitta